# CargoBeamer
CargoBeamer est un système de ferroutage présenté en 2010 par la société de même nom : le wagon spécial comporte un berceau amovible capable d'embarquer la semi-remorque d'un ensemble articulé. Le chargement sur ce berceau se fait à niveau sur un quai parallèle à la voie et au wagon ; le berceau subit ensuite une translation à l'aide de chariots à vérin intégrés au quai qui le translatent entre les bogies. L'ensemble étant verrouillé ensuite par des lices articulées[pas clair]. Chaque wagon est équipé de bogies standards de type Y25 et a une longueur hors tampons de 19,3 m.
Les promoteurs du système mettent en avant la possibilité de chargements/déchargements simultanés pour une rame complète ou encore de transbordement facilité entre plusieurs rames parallèles.

## Description
Comparable aux systèmes concurrents Megaswing de Kockumsindustrier et Modalohr et promu par la Deutsche Bahn, il nécessite une infrastructure mécanisée plus complexe et plus onéreuse à maintenir. Le premier terminal opérationnel a été construit à Leipzig.
En 2022, la compagnie entame la production de ses propres wagons intermodaux dans une ancienne usine de locomotives. Elle a conçu un système de chargement latéral des camions sur des plateaux mobiles, avec une utilisation de terminaux spécifiques, à Calais et Leipzig entre autres. 
Dès 2023, elle prévoit de construire plus de 500 wagons par an dans l'usine d'Erfurt en Allemagne. Ses wagons sont conformes à la Spécification technique d'interopérabilité (STI) et peuvent donc circuler dans toute l'Union Européenne.

CargoBeamer à Leipzig
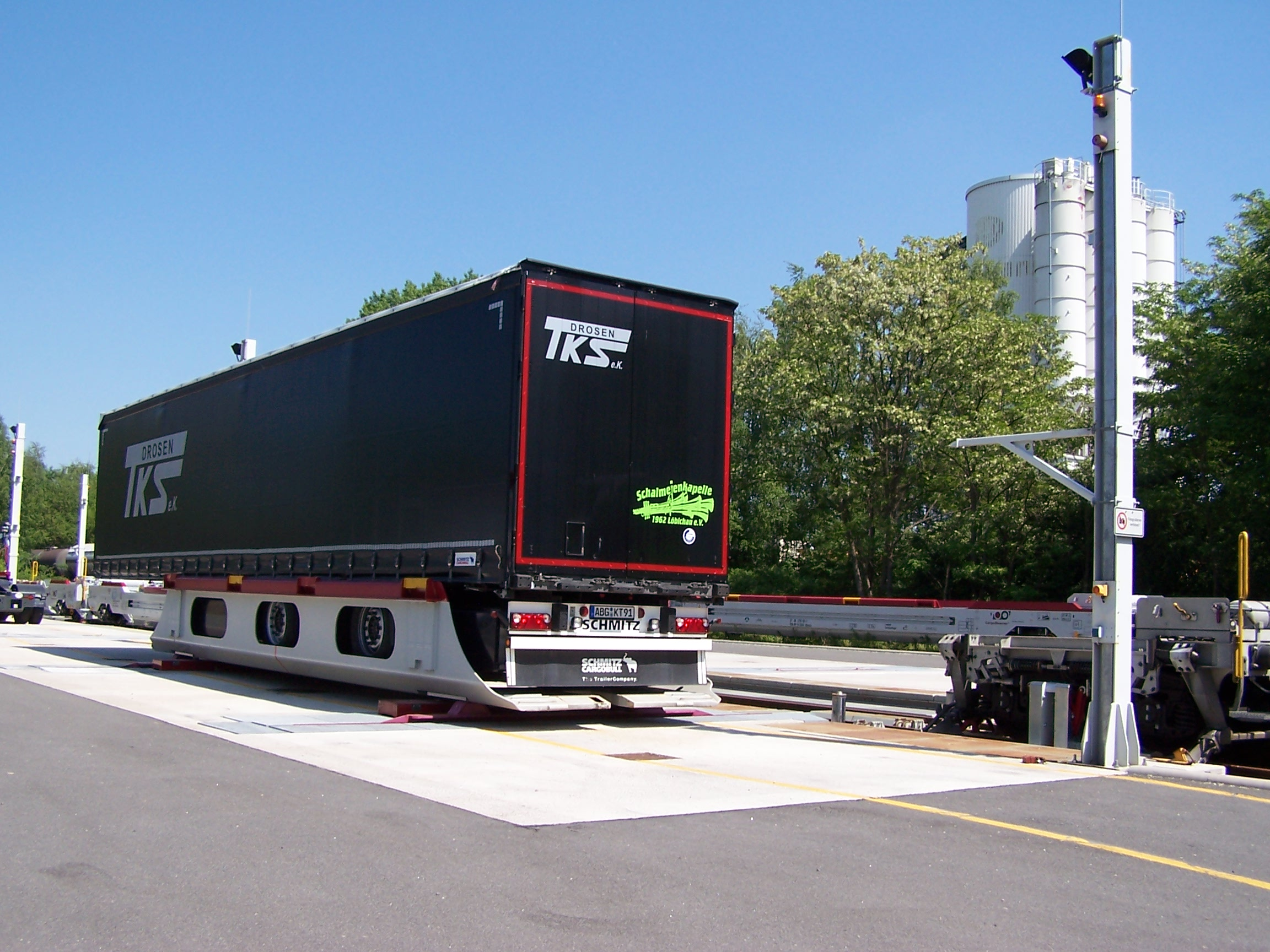
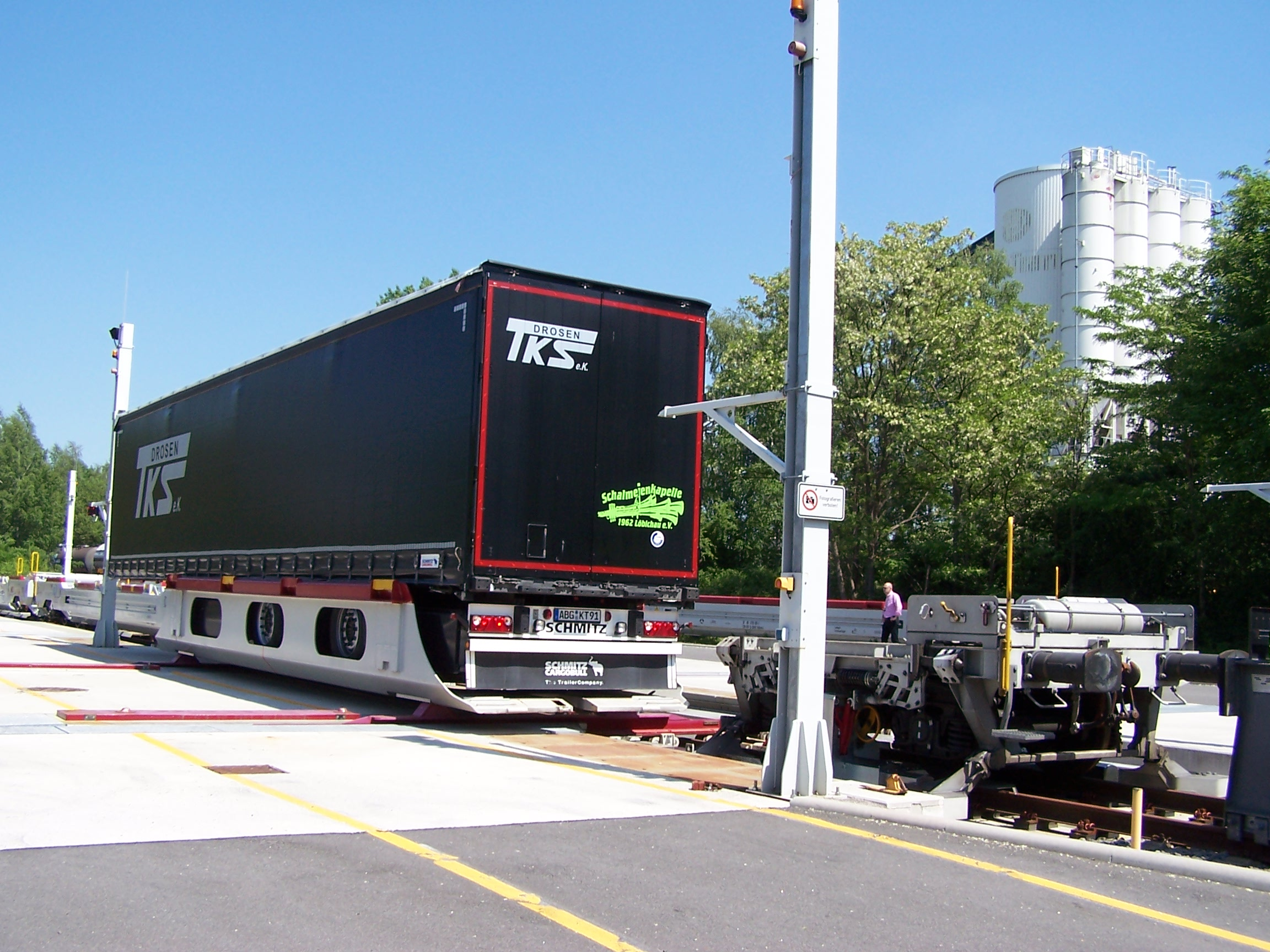
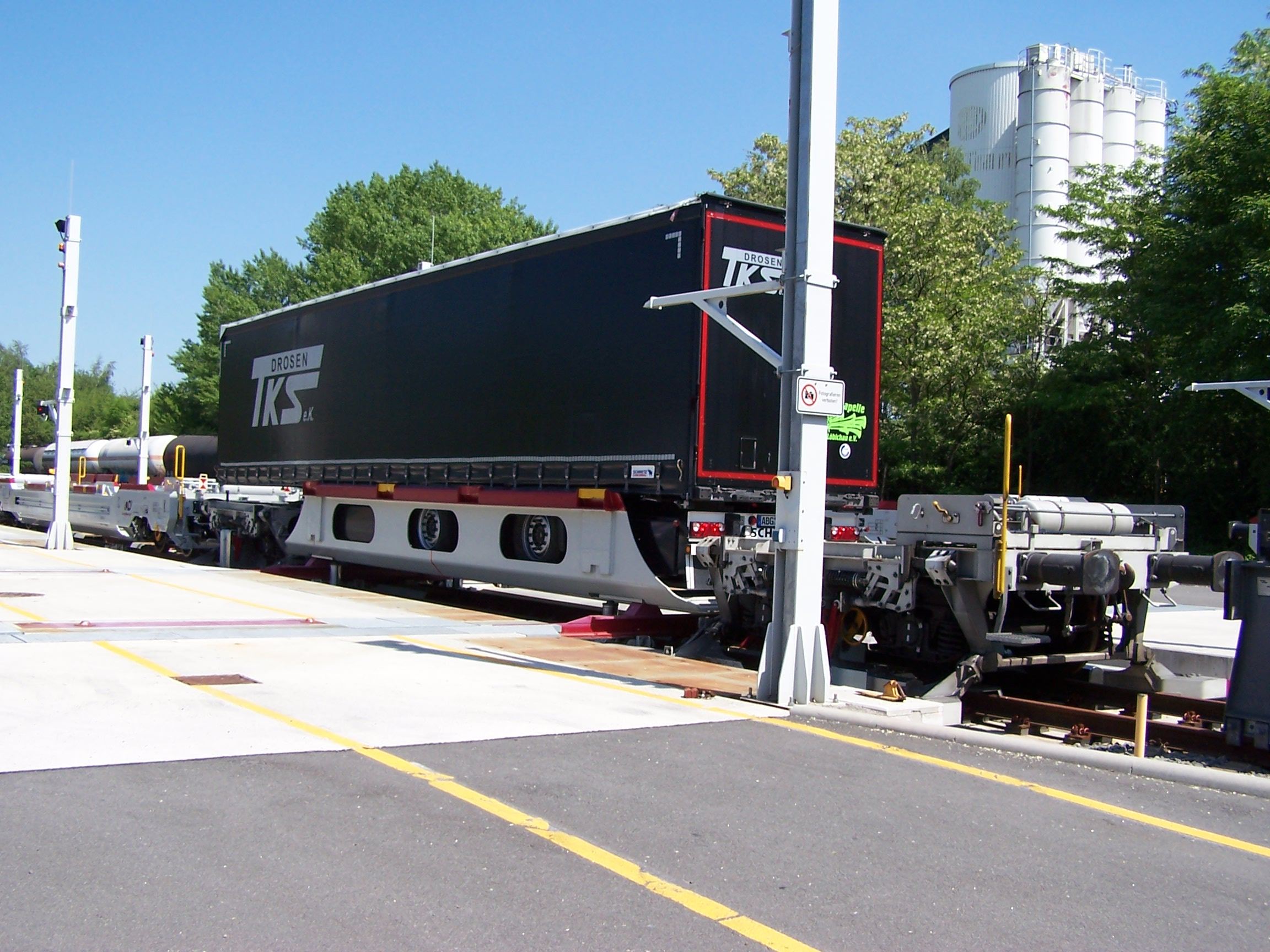
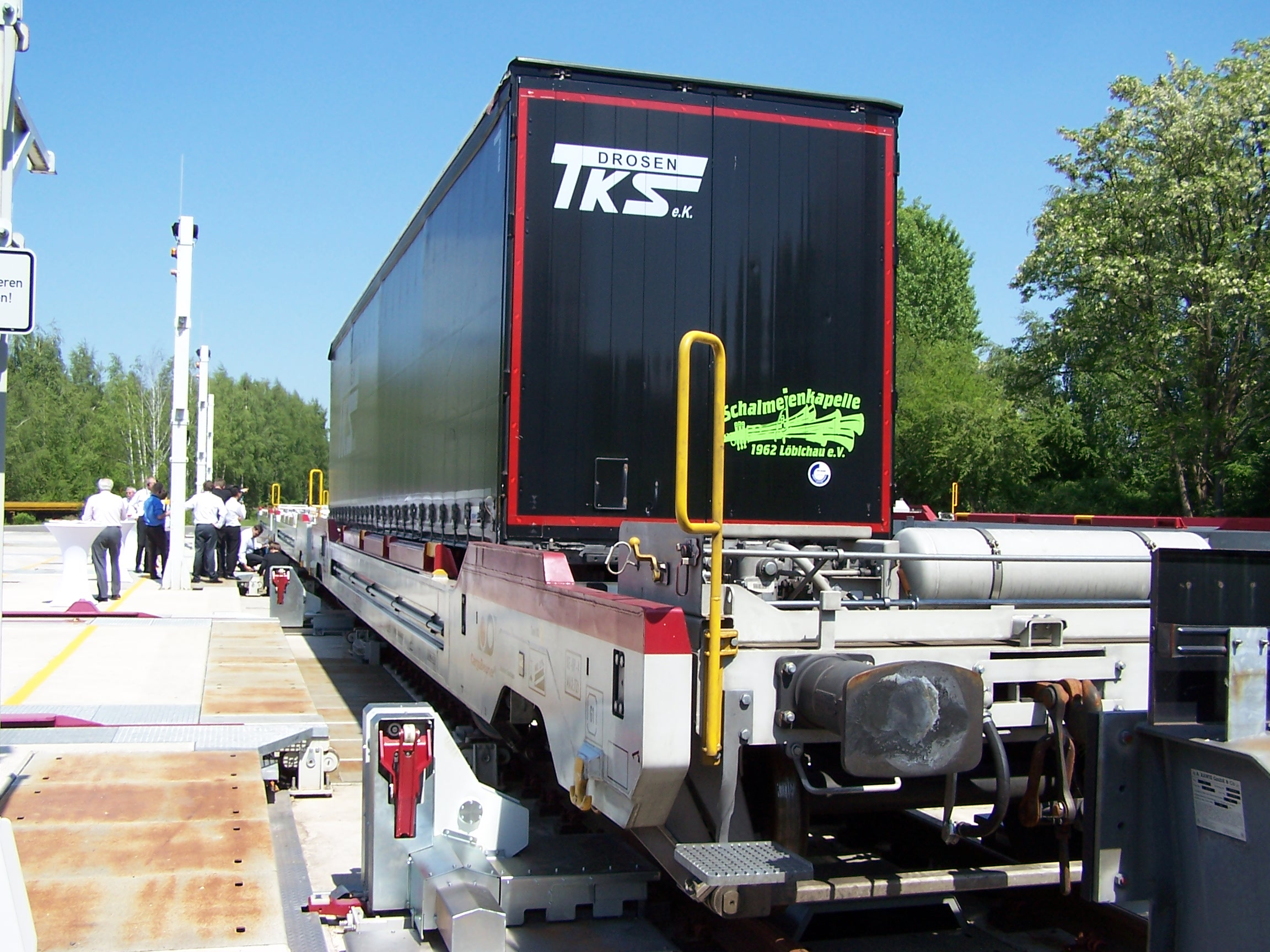